# Soñando por bailar
Soñando por bailar fue un reality show de baile argentino emitido por Canal 13. A los participantes se los mantenía aislados con el fin de entrenar y realizar coreografías planteadas por los coreógrafos del programa ShowMatch el día de la eliminación, en la misma se producía la nominación por parte de los concursantes, y los que recibían la mayor cantidad de votos eran sometidos a una votación telefónica.
Los ganadores del concurso formaron parte del polémico reality Bailando por un sueño Argentina, versión argentina del reality show mexicano homónimo, producida y conducida por Marcelo Tinelli.

## Ritmos aplazados
- Pop latino (Bailado Este Ritmo: 2 Veces)

- Lambada (Bailado Este Ritmo: 2 Veces)

## Soñando por bailar (2011)
Soñando por bailar 1 es el primer certamen del baile, conocido como el Bailando por un sueño pero la primera edición se contaba con votos positivos y negativos y se eliminaba a la pareja que tenía menos porcentaje de las sentenciadas, por ejemplo: 4 sentenciadas, 3 salvadas en el teléfono y 1 eliminada.
El Certamen Comenzó el 8 de enero y Terminó el 7 de mayo, en el cual se consagró como la primera ganadora del Soñando por bailar: Eugenia Lemos con un monto total al de 52,47 % (a través del SMS) contra su rival, Hernán Cabanas, quien se quedó con el 47,53 % de los votos.
- Ritmo Destacado: Reggaeton
- Ritmo Destacado: Disco
- Ritmo Destacado: Cumbia
- Ritmo Destacado: Axé
- Ritmo Destacado: Cuarteto
- Ritmo Destacado: Hip Hop
- Ritmo Destacado: Adagio Con Elementos
- Ritmo Destacado: Strip Dance
- Ritmo Destacado: Adagio Latino

## Soñando por bailar (2011-2012)
Soñando por bailar 2 comenzó el 10 de diciembre de 2011 y terminó el 6 de mayo de 2012. En esta edición, empezaron los puntajes del jurado, también hubo por consiguiente sentenciados (por la suprema, votos negativos, el peor desempeño en las tareas del campo y sanción). Además hubo repechaje para reingresar y también sanción.
A partir de la octava gala comenzaron los duelos, los salvados por el jurado y el teléfono. Se enviaban a los dos peores al teléfono.
En esta segunda temporada, se consagró como ganadora Magdalena Bravi con un total de 54,62 % de los votos contra Mariano de la Canal, quien se quedó con el 45,38 % de los votos.
- Ritmo Destacado: Adagio
- Ritmo Destacado: Rock and Roll
- Ritmo Destacado: Adagio de Novelas
- Ritmo Destacado: Árabe
- Ritmo Destacado: Electro Dance
- Ritmo Destacado: Videoclip

## Ediciones
| Temporada | Año       | Ganador         | 2º Lugar            | Otros Concursantes (En orden de salida) | N.º de Participantes |
| --------- | --------- | --------------- | ------------------- | --- | -------------------- |
| 1         | 2011      | Eugenia Lemos   | Hernán Cabanas      | Jonathan Conejeros, María Laspiur, Julieta Biesa, Nahuel Da Costa, Xoana González, Bárbara Franco, Diego Achar, Agustina Soma, Elías Makoul, José María Gómez, Ailén Rodríguez, Andrea López, Janah Grinfield, Jonathan González, Benjamin Saavedra, Christian Cabrera, Paula Ávila, Emiliano Mesina, Yamila Piñero, Gabriel Martina                                                                                                 | 22                   |
| 2         | 2011-2012 | Magdalena Bravi | Mariano de la Canal | Salomé Calamonici, Gabriela Flores, Emanuel Alegre, Julieta Carbonell, Carolina Puntonet, Mariano Rodríguez, Vanesa Simón, Martín Parra, Leandro Martínez, Daniela Pantano, Julieta Gómez, Soledad Cescato, Rubén Silva, Clara Douradinha, Nicolás Ramírez, Agustín Morgante, Franco Ibáñez, Maribel Varela, Julieta Ponce, Ana Izaguirre, Yanina Iglesias, Facundo González, Joaquín Starosta, Augusto Buccafusco, Federico Baldino | 27                   |